# نرمال‌سازی (پردازش تصویر)
در پردازش تصویر، نرمال‌سازی (به انگلیسی: normalization) فرآیندی است که محدوده مقادیر شدت پیکسل را تغییر می‌دهد. برای مثال، کاربردهایی شامل عکس‌هایی با کنتراست ضعیف به دلیل تابش خیره کننده هستند. بهنجارش گاهی کشش کنتراست (به انگلیسی: Contrast stretching) یا کشش بافت‌نگاشت (به انگلیسی: histogram stretching) نامیده می‌شود. در زمینه‌های کلی‌تر پردازش داده‌ها، مانند پردازش سیگنال دیجیتال، از آن به عنوان گسترش دامنه دینامیکی یاد می‌شود.
نرمال‌سازی یک تصویر n-بعدی در مقیاس خاکستری {\textstyle I:\{\mathbb {X} \subseteq \mathbb {R} ^{n}\}\rightarrow \{{\text{Min}},..,{\text{Max}}\}} با مقادیر شدت در محدوده {\textstyle ({\text{Min}},{\text{Max}})} تبدیل می‌کند، به یک تصویر جدید {\textstyle I_{N}:\{\mathbb {X} \subseteq \mathbb {R} ^{n}\}\rightarrow \{{\text{newMin}},..,{\text{newMax}}\}} با مقادیر شدت در محدوده {\displaystyle ({\text{newMin}},{\text{newMax}})} .
نرمال‌سازی خطی یک تصویر دیجیتالی در مقیاس خاکستری طبق این فرمول انجام می‌شود
{\displaystyle I_{N}=(I-{\text{Min}}){\frac {{\text{newMax}}-{\text{newMin}}}{{\text{Max}}-{\text{Min}}}}+{\text{newMin}}}
به عنوان مثال، اگر دامنه شدت تصویر ۵۰ تا ۱۸۰ و محدوده مورد نظر ۰ تا ۲۵۵ باشد، این فرایند مستلزم کم کردن ۵۰ از هر یک از شدت پیکسل‌ها است که دامنه را ۰ تا ۱۳۰ می‌کند. سپس شدت هر پیکسل در ۲۵۵/۱۳۰ ضرب می‌شود و محدوده ۰ تا ۲۵۵ می‌شود.
نرمال‌سازی همچنین ممکن است غیر خطی باشد، این زمانی اتفاق می‌افتد که یک رابطه خطی بین {\displaystyle I} و {\displaystyle I_{N}} وجود نداشته باشد. یک مثال از بهنجارش غیرخطی زمانی است که بهنجارش از یک تابع سیگموئید پیروی می‌کند، در این حالت، تصویر بهنجاریده طبق این فرمول محاسبه می‌شود.
{\displaystyle I_{N}=({\text{newMax}}-{\text{newMin}}){\frac {1}{1+e^{-{\frac {I-\beta }{\alpha }}}}}+{\text{newMin}}}
دراینجا {\displaystyle \alpha } عرض محدوده شدت ورودی را تعریف می‌کند و {\displaystyle \beta } شدتی را که محدوده حول آن متمرکز است را مشخص می‌کند.
خودنرمال‌سازی در نرم‌افزار پردازش تصویر معمولاً به محدوده دینامیکی کامل سیستم اعداد مشخص شده در فرمت فایل تصویر نرمال می‌شود.